# Dodatkowe zastrzeżenie umowne
Dodatkowe zastrzeżenie umowne – element umowy niewpływający na jej skuteczność, który strony zamieszczają w celu uelastycznienia umowy lub zabezpieczenia swoich interesów. Strony mogą swobodnie decydować o tym, czy zamieszczą dodatkowe zastrzeżenie umowne i jaką nadadzą mu treść.
Wśród dodatkowych zastrzeżeń umownych wyróżnia się:
- zadatek (art. 394 k.c.)
- umowne prawo odstąpienia (art. 395 k.c.)
- odstępne (art. 396 k.c.)
- karę umowną (art. 483–485 k.c.).